# CinemaScore
CinemaScore（シネマスコア）は、ラスベガスを拠点とする市場調査会社。映画の観客を対象に、鑑賞体験をアルファベットで評価するアンケートを実施し、その結果を報告するとともに、そのデータをもとに興行収入を予測している。

## 背景
エド・ミンツは、ニール・サイモンのファンだったにもかかわらず『名探偵再登場』を嫌っていたことや、失望した観客が批評家ではなく一般人の意見を聞きたいと言っているのを聞いて、1979年にCinemaScoreを設立した。観客に配られたアンケートカードは、タブ付きのヨム・キプルの寄付カードからヒントを得たもの。同社では、映画館で映画を見た観客にアンケートを実施し、映画の評価やその映画の魅力を具体的に尋ねている。その結果は「エンターテインメント・ウィークリー」に掲載される。また、CinemaScoreは、ビデオで映画をレンタルすることに対する観客の関心度を調査し、その層を年齢や性別で分類して、フォックス・ビデオ社などのビデオ会社に情報を提供している。
CinemaScoreは当初、新聞のコラムやラジオ番組などで消費者に向けて報告していた。1989年に20世紀フォックスが同社に接触した後、同社はデータをスタジオに販売するようになった。その後、雑誌社やビデオ会社にスポンサーを募り、3年遅れで1999年にウェブサイトを開設した。ブラッド・ペパードは、1999年から2002年までCinemaScore Onlineの社長を務めた。このウェブサイトには、約2,000本の長編映画と、それに対する観客の反応のデータベースが含まれていた。それ以前は、「Las Vegas Review-Journal」と「Reno Gazette-Journal」にCinemaScoreの結果が掲載されていた。CinemaScoreのインターネットへの展開には、映画ファンが観客の反応のレポートを把握するために毎週Eメールを購読することも含まれていた。
1999年、CinemaScoreは年間約140本の映画を評価しており、そのうち98-99%は主要スタジオの作品だった。各映画について、従業員は、ラスベガス、ロサンゼルス、サンディエゴ、デンバー、ミルウォーキー、セントルイス、ダラス、アトランタ、タンパ、フェニックス、コーラルスプリングスなど、CinemaScoreの15の拠点のうち3つの拠点で、400〜500人の映画ファンにアンケートを実施した。
2002年の夏、CinemaScoreは、このシーズンが1995年以来最大の総合評価を得たと報告した。2000年の夏には、32作品中25作品がAまたはBの評価を受けた。2001年夏は30作品中26作品が、2002年夏は34作品中32作品が同様の評価を得ており、後者は過去10年間で最も高い比率となった。
2014年7月以降、CinemaScoreはツイッターでも結果を報告しており、2016年1月16日からは『素晴らしきかな、人生』で、左に映画ポスター、右に取得した評点を表示した画像をそれぞれに使用している。
通常は、1,500スクリーン以上で公開された映画のみが調査され、CinemaScoreのウェブサイトやソーシャルメディアで報告される。公開スクリーン数が少ない映画の配給会社は、オプションとしてCinemaScoreと契約してプライベート調査を行うことができる。

## 評価

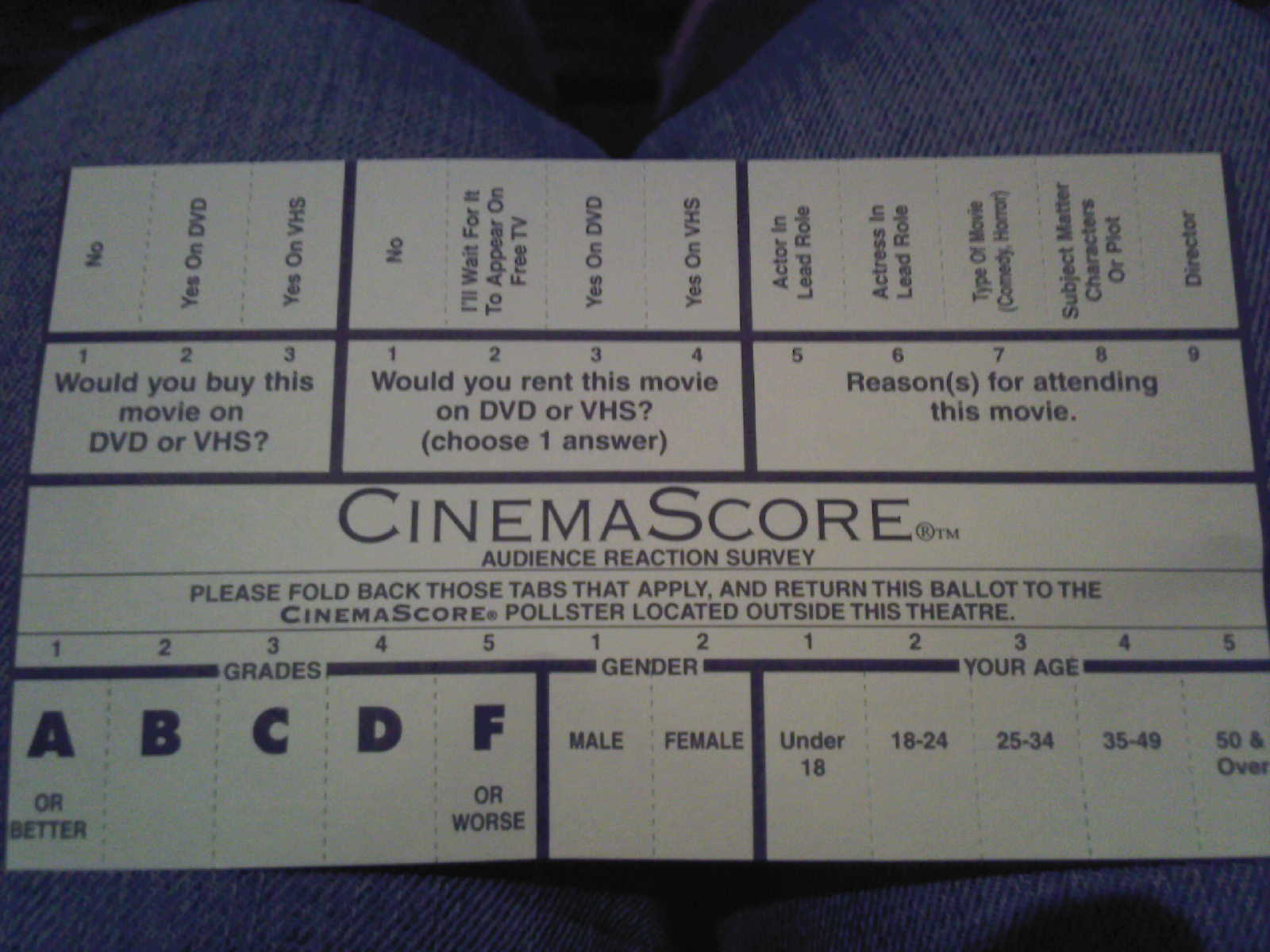
CinemaScore調査カード

シネマスコアは、自らを「映画の魅力を測定する業界のリーダー」と表現している。北米の25の大都市に、35から45のチームのCinemaScore担当者が常駐している。毎週金曜日、ランダムに選ばれた5つの都市の担当者が、初日の観客に小さなアンケートカードを渡す。このカードには、年齢、性別、映画の評価（「A」、「B」、「C」、「D」、「F」）、その映画をDVDやブルーレイでレンタルまたは購入するかどうか、その映画を選んだ理由、その映画がマーケティングに沿っていると思うかどうかなどが書かれている。CinemaScoreは、通常、1作品につき約400枚のカードを受け取る。同社は、回答率を65％、誤差を6％と見積もっている。
「A+」と「F」の総合評価は、回答者がつけた評価の平均値として算出される。この場合、「F」以外の評価は、プラス（上位）、マイナス（下位）、どちらでもない（中間）で修飾される。この評価は、性別と年齢層（21歳以下、21～34歳、35歳以上）で分けられている。映画スタジオやその他の契約者は、太平洋標準時の午後11時頃にデータを受け取る。CinemaScore は、ソーシャルメディア上で一般にレターグレードを公開しており、詳細なデータは独自のものだが、そのグレードはメディアや業界で広く共有される。高い評価を受けた映画の後続の広告には、CinemaScoreの評価が引用されることがよくある。
公開初夜の観客は、一般の観客よりも映画に熱心であるため、ロサンゼルス・タイムズ紙によれば、彼らからの「C」という評価は、「悪い知らせ、落第点に相当する」ということになる。エド・ミンツによれば、「A」は一般的に良いもの、「B」は一般的に不安定なもの、「C」はひどいもの。「D」や「F」は、その映画を作るべきではなかったか、面白おかしく宣伝したために、絶対的に間違った人々がその映画に夢中になってしまった」と述べている。ホラー映画の評価は一貫して低く、『死霊館』の「A-」は、ホラー映画が「B+」よりも高い評価を得た初めての例だった。CinemaScoreのハロルド・ミンツは、『ホラー映画の「F」は、コメディ映画の「B-」に相当する』と述べている。
CinemaScoreで「A+」を獲得した映画は、一般的に興行成績の成功を予見させる。1982年から2011年8月まで、アカデミー作品賞受賞7作品を含む52作品（1年に約2作品）のみが最高評価を得ている。2000年から2020年1月までは、「A+」の映画は53本であり、2020年7月15日現在、約90作品が「A+」を獲得している。
2004年から2014年にかけて、「A+」と「A」に格付けされた作品の倍率はそれぞれ4.8倍と3.6倍であり、Cランクの作品の総収入はオープニング週末の2.5倍だった。エド・ミンツは、レオナルド・ディカプリオとトム・クルーズを「2つのスターがいれば、映画がどんなに悪くても、（予測を）引き上げることができる」と挙げている。『ディカプリオの『シャッターアイランド』は「C+」の評価にもかかわらず収益倍率は3.1倍、クルーズの『バニラ・スカイ』は「D」の評価にもかかわらず倍率は4倍だった）。
2020年現在, CinemaScoreから「F」の評価を受けた作品は21本。Vultureではホラー以外を次のように書いている。
このリストには、もうひとつのタイプの映画が目立っている。「誤解を招きやすい作家性」と呼ぶことにしよう。このタイプの映画は、しばしばオスカーにノミネートされるような著名な監督によって作られ、危険で物議を醸すような題材を調査し、賞賛と非難の両方を受けるものである。しかし、映画業界の仕組み上、監督の名前だけではほとんどの人が見に行くことができないため、これらの作品はよりストレートなジャンルの映画として販売される傾向があり、結果的に誤解され、怒る観客が続出している。
Vultureは、ジョージ・クルーニーが出演したスティーヴン・ソダーバーグ監督の『ソラリス』、ブラッド・ピットが出演したアンドリュー・ドミニク監督の『ジャッキー・コーガン』、ジェニファー・ローレンスが出演したダーレン・アロノフスキー監督の『マザー!』などを例に挙げている。
マーティン・スコセッシはハリウッド・レポーター誌に寄稿したエッセイの中で、この種のアプローチを強く批判している。「公開週末の興行収入を血の気の多い観客動員スポーツにした残酷な判断力は、映画の批評にもさらに残酷なアプローチを促しているようだ。私が言っているのは、CinemaScoreのような市場調査会社のこと。彼らは映画ビジネスとすべて関係があり、映画の創造や知的な鑑賞とはまったく関係がない。映画製作者はコンテンツ・メーカーに、視聴者は冒険心のない消費者に成り下がってしまう」。CinemaScoreのハロルド・ミンツは、Rotten Tomatoesと一緒にされることを否定し、映画の初日に選ばれた観客に投票して、その映画が最も観たい人たちの期待に応えているかどうかを確認するという方法論を擁護し、さらにデータの正確さと興行成績との相関関係を擁護した。
ロサンゼルス・タイムズ紙によると、この調査に基づくCinemaScoreの興行収入予測は、「驚くほど正確」であり、2009年には『ハングオーバー! 消えた花ムコと史上最悪の二日酔い』の成功と『マーシャル博士の恐竜ランド』の失敗を正確に予測している。ハリウッドの役員たちは、CinemaScoreの精度について意見が分かれている。ある人はDeadline Hollywoodに「常に正しいとは限らないが、かなり良い指標だ。頼りにしている」と語る一方で、競合他社のPostTrakの方が「はるかに優れている...より徹底的で綿密だ」と語る人もいた。